# Chorisoneura annulicornis
Chorisoneura annulicornis är en kackerlacksart som beskrevs av Karlis Princis 1951. Chorisoneura annulicornis ingår i släktet Chorisoneura och familjen småkackerlackor.
Artens utbredningsområde är Venezuela. Inga underarter finns listade i Catalogue of Life.